# Personbeskatningsudvalget
Regeringen nedsatte i januar 1992 et udvalg om personbeskatningen, populært kaldet Personbeskatningsudvalget.
Efter udvalgets kommisorium skulle den opstille modeller til en reform af det danske skattesystem, som skulle betyde en en reduktion af marginalskatten, en forenkling af personbeskatningen og en gradvis sænkning af skattetrykket.
Skatteudvalget bestod af følgende medlemmer:
- Niels Christian Knudsen, direktør (formand)
- Torben M. Andersen, professor
- Ole Bjørn, docent
- Ole Bus Henriksen, fhv. generaldirektør
- Lida Hulgaard, advokat
- Carsten Koch, cheføkonom
- Henrik Olejasz Larsen, kontorchef
- Aage Michelsen, docent
- Gunnar Viby Mogensen, forskningsleder
- Margrete Nørgaard, lektor
- Peter Birch Sørensen, professor

Personbeskatningsudvalgtet aflagde sin rapport til regeringen 1. oktober 1992. Rapporten anbefalede en videreførelse af grundstrukturen i den reform, der var gennemført i 1987, dog med ændringer for at styrke incitamentsstrukturen og reducere skattetænkningsmulighederne.
Hovedpunkterne var:
- Så vidt muligt ens opgørelse af skattegrundlaget for alle
- Ensartet beskatning af forskellige former for indkomst
- Fuldt finansieret sænkning af marginalskatter
- Progressiv beskatning af positiv nettokapitalindkomst
- Fuld beskatning af personalegoder mv.
- Øget anvendelse af grønne afgifter på bl.a. energi, trafik og vand.
- Desuden drøftedes lønafhængige arbejdsmarkedsbidrag uden nogen egentlig indstilling

En del af udvalgets ideer blev indeholdt i den omlægning, der under en ny regering blev gennemført i 1993 med virkning fra og med indkomståret 1994. Marginalskatterne for lønindkomst blev fra 1994 til 1998 sænket for alle indkomsttrin. I forlængelse af overvejelserne blev indført et arbejdsmarkedsbidrag.